# Leighton (Alabama)
Leighton è un comune degli Stati Uniti d'America situato nella contea di Colbert dello Stato dell'Alabama.